# Granschütz
Granschütz là một đô thị thuộc huyện Burgenland, bang Sachsen-Anhalt, Đức. Đô thị Granschütz có diện tích 6,52 km², dân số thời điểm ngày 31 tháng 12 năm 2006 là 1146 người.